# Kargar trifft den Nagel
Kargar trifft den Nagel war eine Sketch-Comedy mit den Autoren und Comedians Sven Nagel und Attik Kargar, die von Comedy Central nach der dritten Staffel aus Kostengründen eingestellt wurde. Regie führte John E.L. Sullivan. Die erste Folge wurde am 15. Januar 2007 zum Sendestart des Senders gezeigt. 

## Wiederkehrende Elemente
Diese OsamasParodie auf Sitcoms mit Titelmelodie und Tonbandgelächter von „Eine schrecklich nette Familie“, bei der Osama bin Laden und sein Nachbar der Papst die Hauptfiguren sind.
KackarschJackass-Parodie mit professionellen „Stunt-Memmen“
Frauke und CaroZwei Lesben, die stets den vorangegangenen Sketch, die Protagonisten und die Show als solche kommentieren.

## Auszeichnungen
Die Sendung wurde 2007 in der Kategorie „Beste Sketch-Show“ für den Deutschen Comedypreis nominiert.

## Hintergrund
Noch vor der Ausstrahlung der ersten Folge verhinderte Tine Wittler mit einer einstweiligen Verfügung, dass ein Sketch mit Namen „Einmarsch in vier Wänden - Tine Hitler“ gezeigt wurde. Der Sketch ist eine Parodie auf Wittlers Sendung Einsatz in vier Wänden.